# Càstor d'Ate
Càstor d'Ate (Nimes, mitjan segle iv - Marsella, ca. 421) va ser bisbe d'Ate. És venerat com a sant per diverses confessions cristianes. Se'l considera sant i es commemora el 21 de setembre. És representat amb un senglar perquè en va salvar un que va buscar protecció vora seu a l'entrada de la ciutat d'Ate.

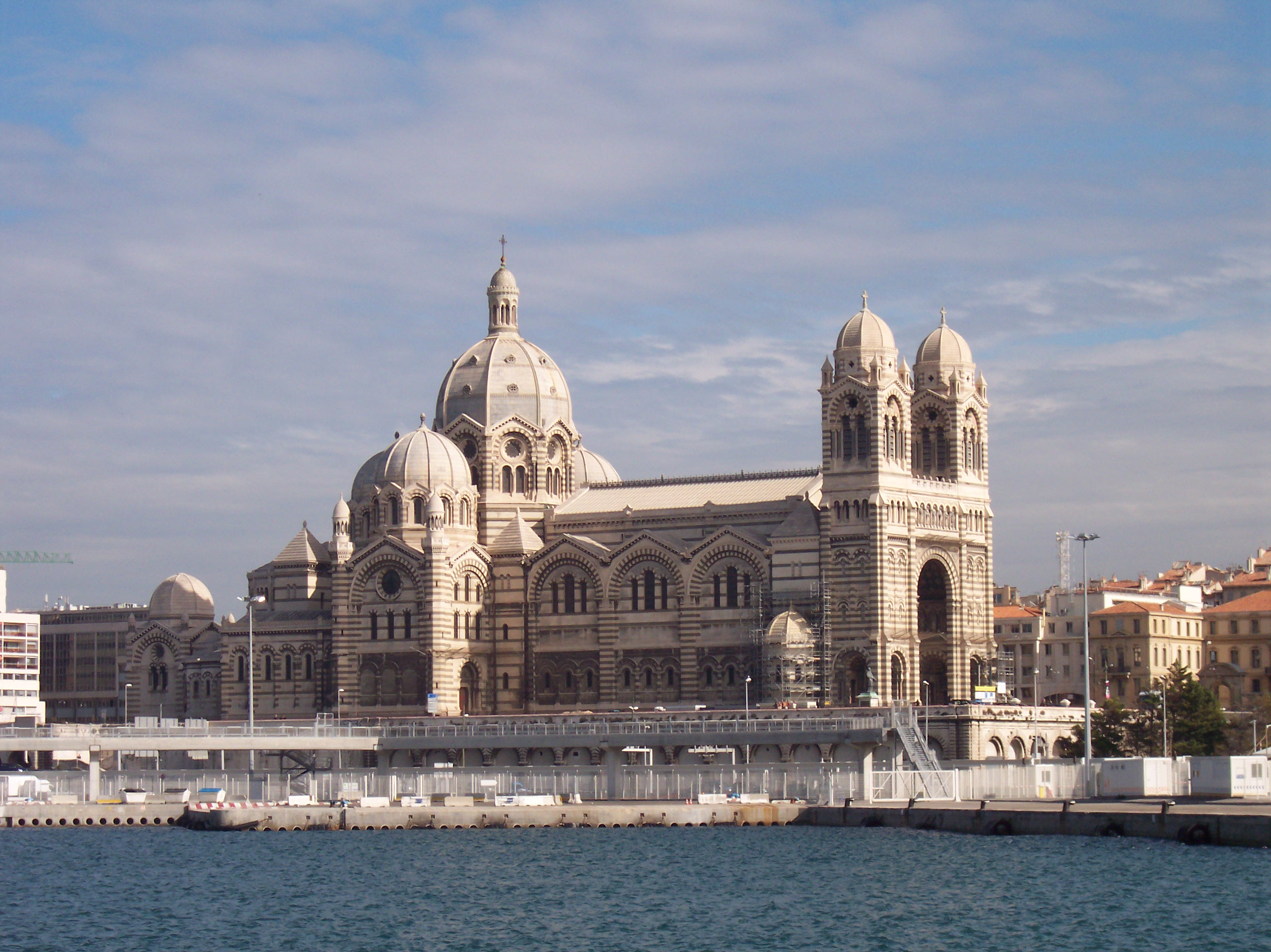
Catedral de Santa Maria la Major de Marsella, amb les restes del sant.

Les fonts sobre la seva vida són tardanes i poc fiables. Segons elles, va néixer a Nimes a mitjan segle iv i va exercir-hi com a advocat. Cap al 395 va casar-se amb una hereva rica amb la qual va tenir una filla, Perculiarita. La parella va tenir una crisi religiosa i van acordar viure en castedat. Amb la fortuna familiar, van fundar a prop de Menèrba una abadia per a homes dedicada a sant Faustí de Lió i un convent femení, i van retirar-s'hi a fer vida monàstica.
Amic de Joan Cassià, li va demanar que redactés, cap al 416, les seves Institutiones coenobiticae, les conferències sobre la formació dels monjos i la novena sobre la pregària. Cap a l'any 419 va ésser elegit pels fidels bisbe d'Ate, a la mort del bisbe Quintí i contra la seva voluntat. Es pensa que va fundar-hi un monestir; va signar en el concili de Valença la condemna del bisbe Maximí Valentí. En tornar-ne, va morir de camí, cap al 421 a Marsella. Poc després, la invasió dels bàrbars va dispersar la comunitat cristiana d'Ate.
Va ser sebollit a l'oratori del Salvador, monestir de monges que havia fundat Joan Cassià a Marsella; des de llavors, l'oratori va ser conegut amb el nom de Santa Maria i Sant Càstor, i s'integrà a la catedral de la ciutat. En 1179 les relíquies es van portar a la catedral nova, i es van instal·lar a la cripta.